# مقاطعة جيفرسون ديفيس (ميسيسيبي)
مقاطعة جيفرسون ديفيس هي مقاطعة في مسيسيبي، بلغ عدد سكانها 12٬487  نسمة، في 2010، عاصمتها برنتيس، تبلغ مساحتها 1٬060 كيلومتر مربع.

## الموقع
تشترك في الحدود مع:
- مقاطعة سيمبسون (ميسيسيبي)
- مقاطعة ماريون (ميسيسيبي).

## التقسيمات الإدارية
- برنتيس.